# Löhrs Garten

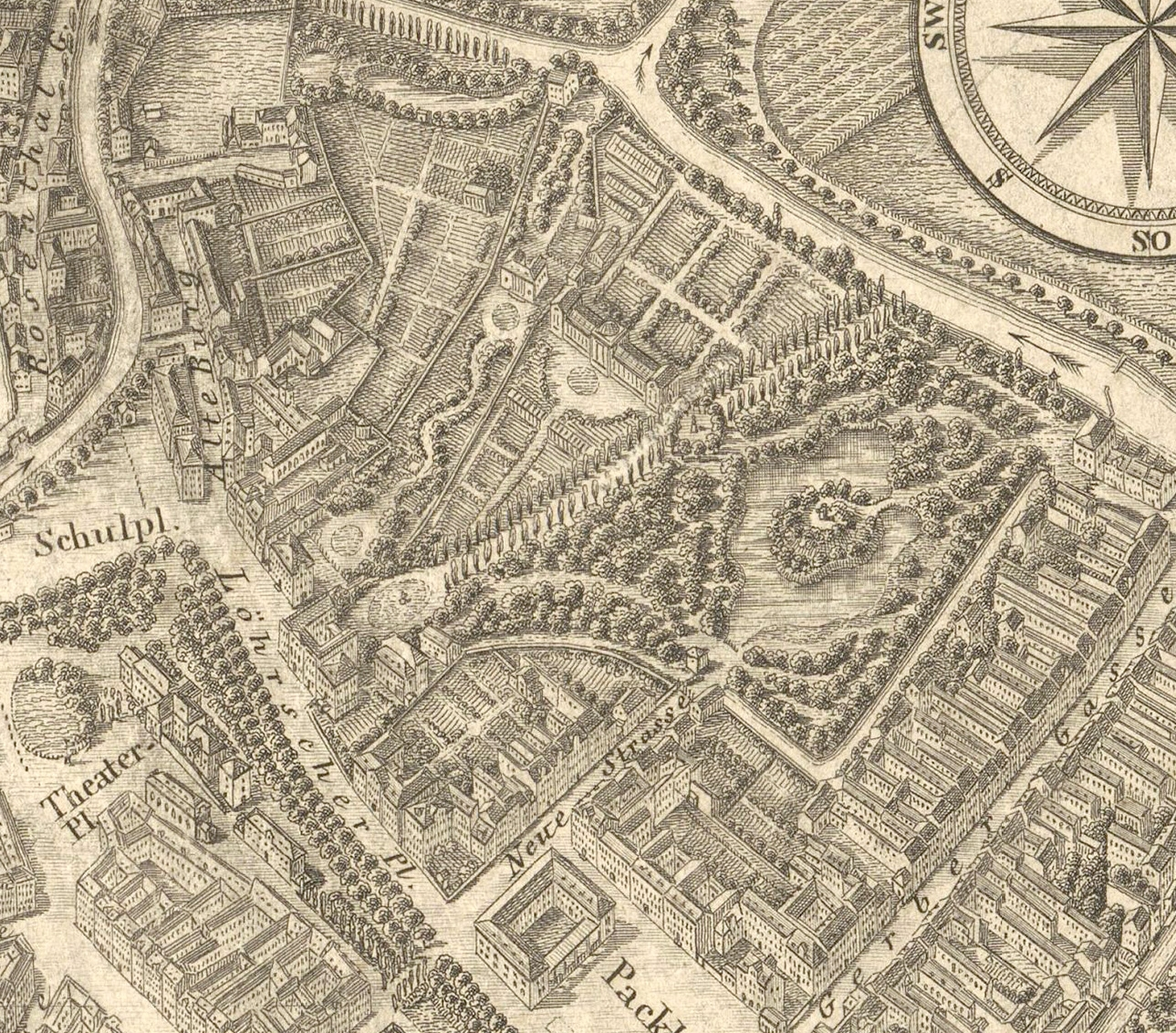
Löhrs Garten zwischen Löhrschem Platz und Parthe auf einem Vogelschauplan von Leipzig von 1847

Löhrs Garten (vormals Barthels Garten) war etwa 100 Jahre lang eine in Privatbesitz befindliche, öffentlich zugängliche Parkanlage nordwestlich der Leipziger Altstadt. Ein Leipziger Stadtführer von 1860 bemerkt dazu:
„Ebenso belehrend wie angenehm ist ein Besuch des geschmackvoll angelegten Löhrschen Gartens mit seinen reich ausgestatteten Gewächshäusern ...“

## Lage und Gestalt
Löhrs Garten mit einer Fläche von sechs Hektar erstreckte sich vom Löhrschen Platz (heute Tröndlinring) in unregelmäßiger, sich verbreiternder Form nach Norden bis an die Parthe. Das entspricht einer heutigen Begrenzung im Westen durch die Pfaffendorfer Straße, im Norden durch die Parthe und im Osten durch die Nordstraße mit einer Verschlankung nach Süden ab der Mitte auf die Breite des Hotels Fürstenhof.
Vom Löhrschen Haus führte nach einem Rondell eine Allee bis an die Parthe. Der Gartenteil westlich davon war geometrisch gegliedert und in seiner Mitte stand ein großes Gewächshaus. Der östliche, größere Teil war im Stile eines englischen Landschaftsgartens angelegt und enthielt einen großen Teich mit einer kreisrunden Insel, die von einem schneckenförmigen Hügel bekrönt war. Der Garten war mit Statuen geschmückt.
Das Löhrsche Haus am südlichen Ende des Gartens war eine nach dem Garten geöffnete und nach dieser Seite prachtvoll barock gestaltete Dreiflügelanlage mit einer relativ schlichten Straßenfront im Zopfstil.

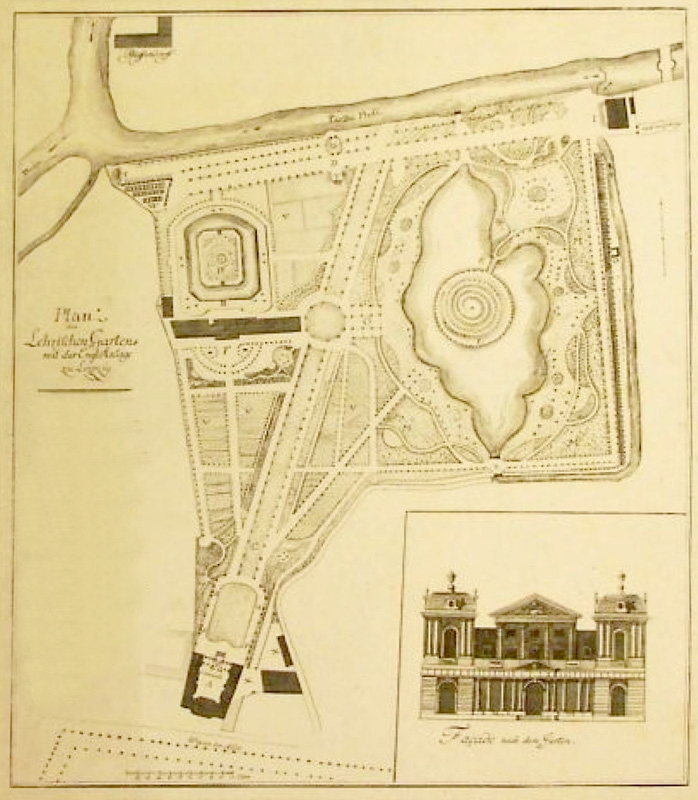
Plan von Löhrs Garten
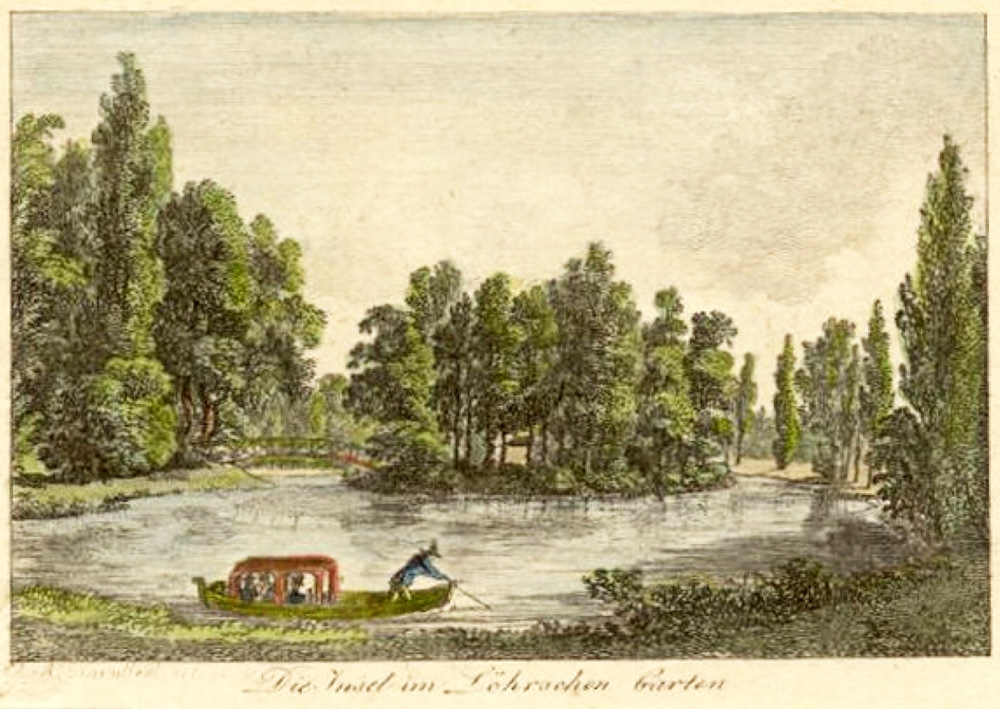
Der Teich mit der Insel
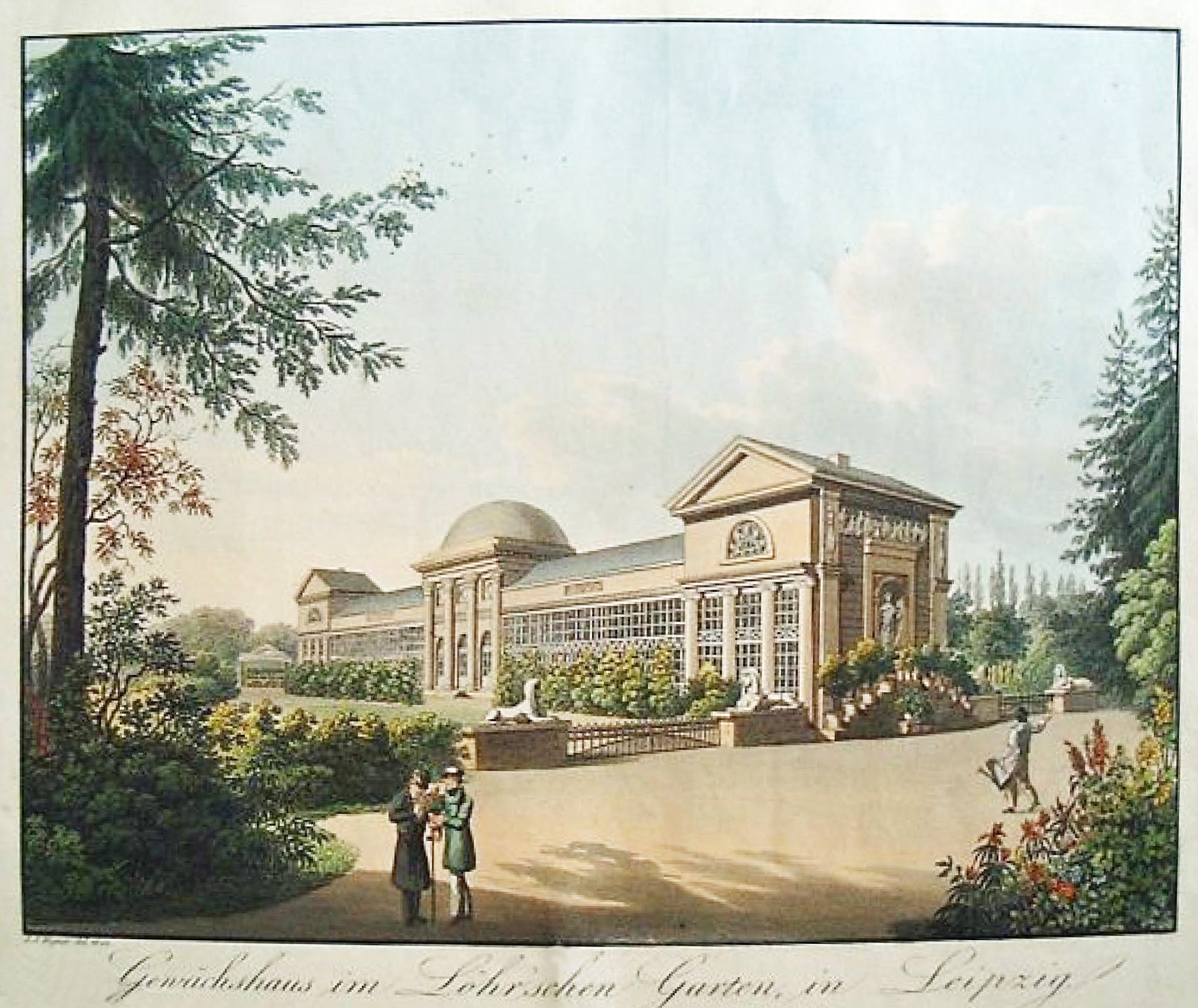
Das Gewächshaus
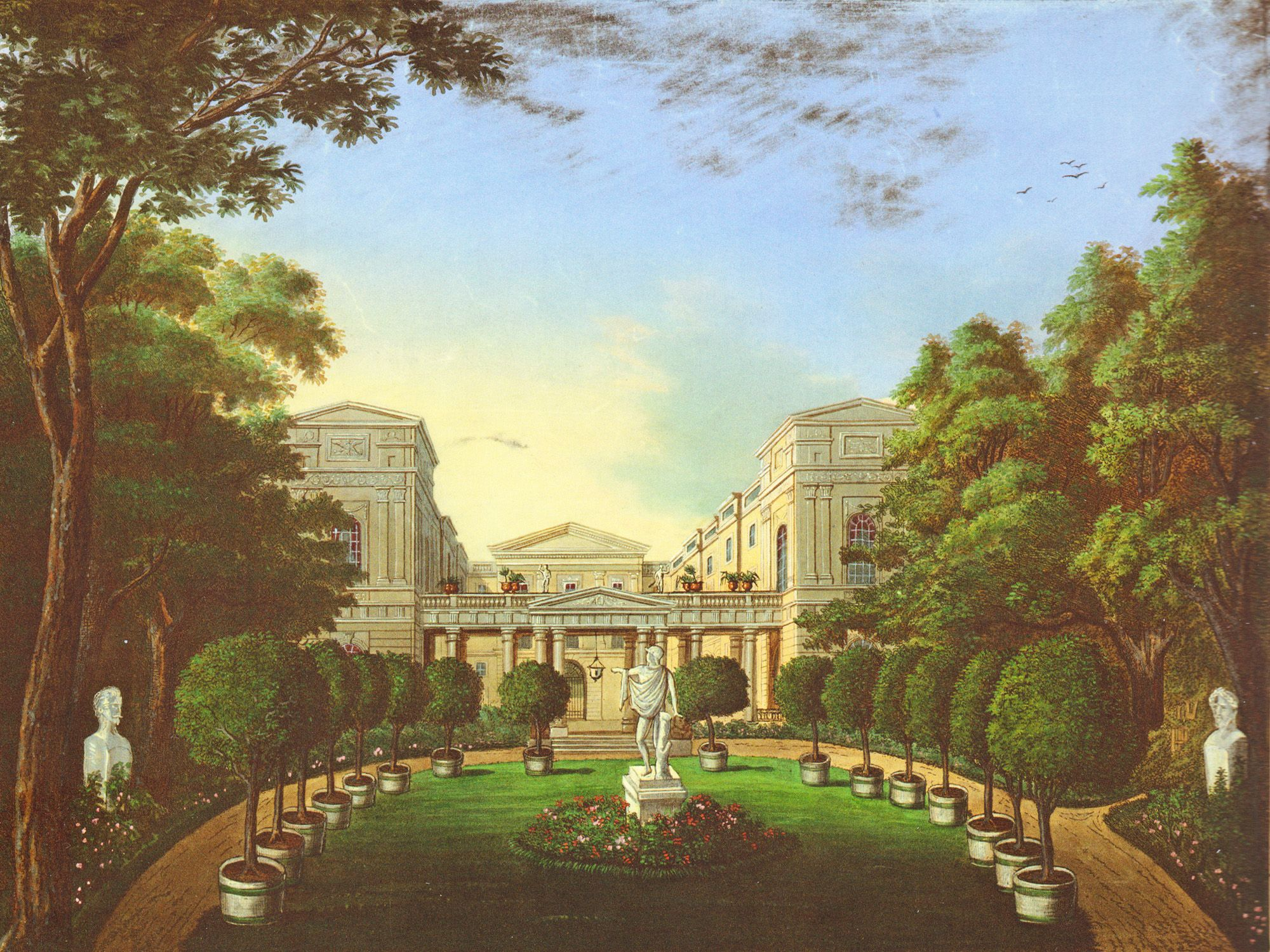
Löhrs Haus vom Garten her
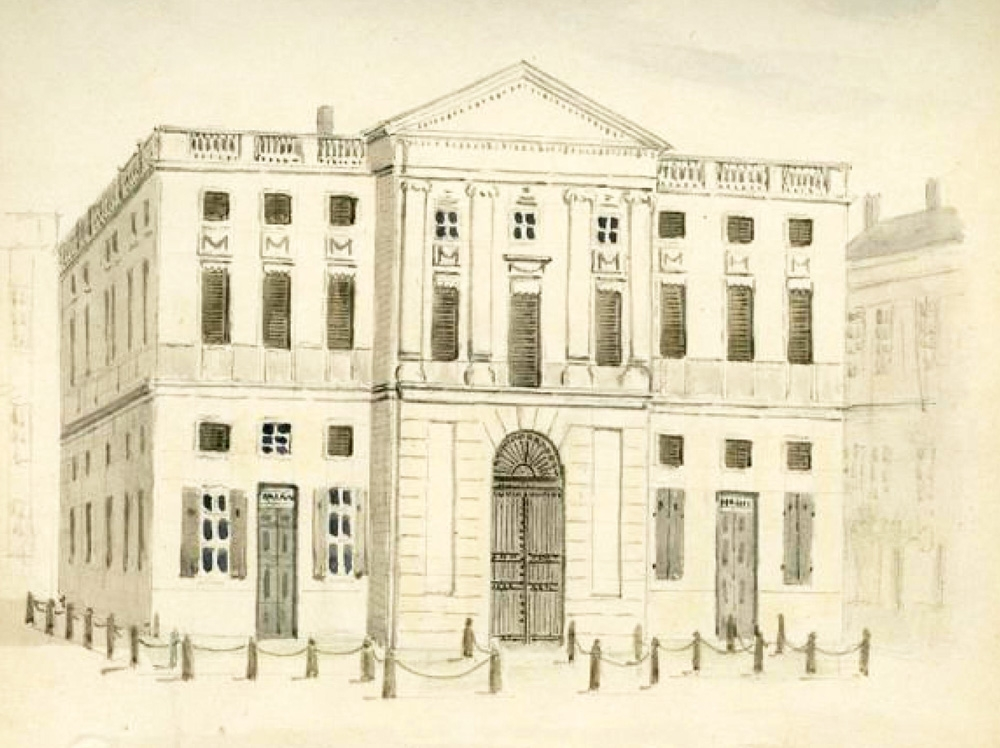
Straßenseite von Löhrs Haus

## Geschichte
Im Jahr 1764 kam der Leipziger Bankier Eberhard Heinrich Löhr (1725–1798) nach dem Tod seines Schwiegervaters Gottlieb Barthel in den Besitz von Barthels Hof. Dazu gehörte offenbar auch ein Grundstück nördlich der Stadt, das in Stadtplänen bis zu diesem Zeitpunkt als Barthels Garten bezeichnet wird. Löhr kaufte noch benachbartes Gelände und ließ 1770/71 nach Plänen von Johann Carl Friedrich Dauthe (1749–1816) in dem sumpfigen Terrain seinen Garten errichten.
Dauthe übernahm auch 1777/78 den Bau des Wohnpalais am Südende des Gartens. Der englische Teil des Gartens und die Straßenfront des Wohnhauses gehören nach Park und Schloss in Wörlitz zu den frühesten klassizistischen Schöpfungen in Mitteldeutschland und markieren in Leipzig den Beginn der Abkehr vom Barock.
In der Völkerschlacht 1813 wurde der Garten schwer verwüstet. Sein neuer Besitzer Johann Georg Keil (1781–1857), der Ehemann der Enkelin Eberhard Heinrich Löhrs, brachte jedoch den Garten wieder zu altem Glanz. Der Garten hieß nun auch Keils Garten.
Der letzte Besitzer des Anwesens, Adolph Keil, ließ das Grundstück ab 1870 schrittweise parzellieren und verkaufte den restlichen Teil und das Haus im Jahr 1886 an die Leipziger Immobiliengesellschaft, die das Gelände vollständig bebauen ließ. Löhrs Haus wurde 1889 zum Hotel Fürstenhof umgebaut.
An die ehemaligen Gartenbesitzer erinnern noch die Löhr- und die Keilstraße im damaligen Gartenbereich sowie das Hochhausensemble Löhrs Carré mit dem Sitz der Sparkasse Leipzig und der Sachsen Bank.